# Stade FK Krasnodar
Le stade FK Krasnodar (en russe : Стадион ФК Краснодар), aussi appelé stade de Krasnodar ou Arena Krasnodar (en russe : Арена Краснодар), est un stade de football d'une capacité de 35 179 places basé à Krasnodar, en Russie, sur les berges du Kouban. Sa construction a été entièrement financée par l'oligarque Sergueï Galitski, fondateur du FK Krasnodar, en 2011 afin d'y abriter le club qui partage alors le stade Kouban avec son rival du Kouban Krasnodar. Le stade est inauguré le 9 octobre 2016.

## Histoire
La construction du stade FK Krasnodar démarre en avril 2013 pour se conclure en septembre 2016, le maître d'œuvre est le cabinet Gerkan, Marg und Partner, le toit est tenu par des câbles et recouvre toutes les places. Sous le toit se trouve un système de chauffage par infrarouge, pour les jours de grand froid. Une particularité du stade est son mur vidéo de 5 000 m2 de forme ondulée se trouvant sur les rangs supérieurs et faisant tout le tour du stade.
À côté de ce stade de forme circulaire et d'une hauteur de 42 mètres se trouve le centre d'entrainement avec quinze terrains de football et le centre d'hébergement.
Le premier match accueilli par le stade est le match de la sélection russe face au Costa Rica le 9 octobre 2016 tandis que le premier match du FK Krasnodar dans sa nouvelle enceinte est le match de Ligue Europa face à Schalke 04 le 20 octobre suivant.
Lors de la Coupe du monde de football de 2018 le stade n'a pas été retenu pour recevoir des matchs, par contre il a été choisi par l'équipe d'Espagne pour sa préparation.